# Vitold Polonski
Pour les articles homonymes, voir Polonski.
Vitold Alfonsovitch Polonski (en russe : Витольд Альфонсович Полонский), né en 1879 à Moscou et mort le 5 janvier 1919 à Odessa, est un acteur russe du cinéma muet.

## Biographie
Après ses études secondaires (1901), Vitold Polonski s'inscrit à l'école d'art dramatique de Moscou. Diplômé en 1907, il rejoint la célèbre troupe du Théâtre Maly, où il joue avec succès jusqu'en 1916.
Vitold Polonski est comédien de 1907 à 1919. Il est l'un des grands acteurs de cette époque. Il est aussi connu comme le réalisateur de Le Chant d'amour inachevé en 1918.
Il meurt d'une intoxication alimentaire en 1919.

## Filmographie

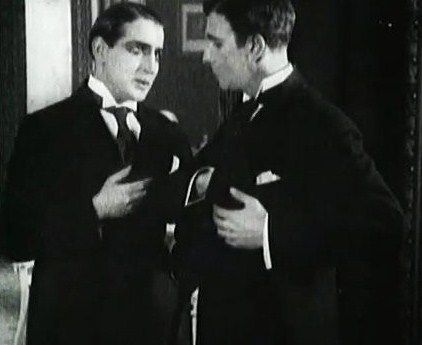
Ossip Runitsch et Vitold Polonski dans Tais-toi, ma tristesse, tais-toi.

### Acteur
- 1915 : Le Bonheur d'une nuit éternelle (Schastye vechnoy nochi) : Vadim
- 1915 : Les Ailes brûlées (Obozhzhenniye krylya) de Evgueny Bauer : Lavrinsky
- 1915 : Le Chant de l'amour triomphant (Pesn torzhestvuyushchey lyubvi) de Evgueny Bauer : Evgueni
- 1915 : Les Ombres du péché (Teni grekha) de Piotr Tchardynine : Vladislav
- 1915 : Natacha Rostova
- 1915 : Après la mort (Posle smerti) de Evgueny Bauer : Andrei Bagrov
- 1915 : Mirages (Mirazhi) de Piotr Tchardynine : Dymov Jr.
- 1916 : Une vie pour une autre (Zhizn za zhizn) d'Evgueny Bauer : le prince Vladimir Bartinsky
- 1916 : La Reine de l'écran (Koroleva ekrana) d'Evgueny Bauer
- 1917 : Umirayushchii lebed : Viktor Krasovsky
- 1917 : Ida za mnoi
- 1917 : U kamina : Lanin
- 1918 : Molchi, grust... molchi (Tais-toi, ma tristesse, tais-toi) de Piotr Tchardynine : Telepnev, un riche gentleman
- 1918 : Bal gospoden
- 1918 : Bog mesti

### Réalisateur
- 1918 : Pesn lyubvi nedopetaya (Chant d'amour inachevé) de Vitold Polonsky et Lev Koulechov